# Giải vô địch bóng đá nữ châu Á 1991
Giải vô địch bóng đá nữ châu Á 1991 diễn ra tại Fukuoka, Nhật Bản từ 26 tháng 5 đến 8 tháng 6 năm 1991. Đội tuyển vô địch là Trung Quốc sau khi đánh bại Nhật Bản trong trận chung kết. Ba đội đứng đầu của giải đại diện cho khu vực châu Á tại Giải vô địch bóng đá nữ thế giới 1991.

## Vòng bảng

### Bảng A
| Đội               | Tr | T | H | B | BT | BB | HS  | Đ |
| ----------------- | -- | - | - | - | -- | -- | --- | - |
| Trung Quốc        | 3  | 3 | 0 | 0 | 23 | 1  | +22 | 6 |
| Đài Bắc Trung Hoa | 3  | 1 | 1 | 1 | 9  | 3  | +6  | 3 |
| Thái Lan          | 3  | 1 | 1 | 1 | 4  | 10 | −6  | 3 |
| Hàn Quốc          | 3  | 0 | 0 | 3 | 0  | 22 | −22 | 0 |

| Trung Quốc                                               | 3–0 | Đài Bắc Trung Hoa |
| -------------------------------------------------------- | --- | ----------------- |
| Thủy Khánh Hà 13' · Tôn Khánh Mai 40' · Ngưu Lệ Kiệt 67' |     |                   |

| Thái Lan                                            | 3–0 | Hàn Quốc |
| --------------------------------------------------- | --- | -------- |
| Kridsanachandee 32' · Bourthong 42' · Khaolaung 66' |     |          |

| Đài Bắc Trung Hoa             | 9–0 | Hàn Quốc |
| ----------------------------- | --- | -------- |
| Hoàng Ngọc Quyên 3', 32', 49' |     |          |

| Trung Quốc                      | 10–1 | Thái Lan |
| ------------------------------- | ---- | -------- |
| Ngưu Lệ Kiệt 27', 28', 41', 76' |      |          |

| Đài Bắc Trung Hoa | 0–0 | Thái Lan |
| ----------------- | --- | -------- |
|                   |     |          |

| Trung Quốc | 10–0 | Hàn Quốc |
| ---------- | ---- | -------- |
|            |      |          |

### Bảng B
| Đội               | Tr | T | H | B | BT | BB | HS  | Đ |
| ----------------- | -- | - | - | - | -- | -- | --- | - |
| Nhật Bản          | 4  | 4 | 0 | 0 | 27 | 1  | 26  | 8 |
| CHDCND Triều Tiên | 4  | 3 | 0 | 1 | 25 | 1  | 24  | 6 |
| Hồng Kông         | 4  | 1 | 1 | 2 | 3  | 9  | −6  | 3 |
| Malaysia          | 4  | 1 | 1 | 2 | 1  | 24 | −23 | 3 |
| Singapore         | 4  | 0 | 0 | 4 | 0  | 21 | −21 | 0 |

| Hồng Kông              | 2–0 | Singapore |
| ---------------------- | --- | --------- |
| Trần Thục Chi 16', 51' |     |           |

| Nhật Bản     | 1–0 | CHDCND Triều Tiên |
| ------------ | --- | ----------------- |
| Nagamine 66' |     |                   |

| Nhật Bản                     | 4–1 | Hồng Kông      |
| ---------------------------- | --- | -------------- |
| Tezuka · Nagamine · Takakura |     | Law Ka-Lai 17' |

| CHDCND Triều Tiên | 12–0 | Malaysia |
| ----------------- | ---- | -------- |
| Yang Mi-sun       |      |          |

| CHDCND Triều Tiên | 5–0 | Hồng Kông |
| ----------------- | --- | --------- |
|                   |     |           |

| Malaysia | 1–0 | Singapore |
| -------- | --- | --------- |
|          |     |           |

| CHDCND Triều Tiên | 8–0 | Singapore |
| ----------------- | --- | --------- |
| Yang Mi-sun       |     |           |

| Nhật Bản                                  | 12–0 | Malaysia |
| ----------------------------------------- | ---- | -------- |
| Tezuka · Handa · Nagamine · Noda · Mizuma |      |          |

| Nhật Bản                                                  | 10–0 | Singapore |
| --------------------------------------------------------- | ---- | --------- |
| Matsuda · Tezuka · Noda · Takakura · Yamaguchi · Uchiyama |      |           |

| Hồng Kông | 0–0 | Malaysia |
| --------- | --- | -------- |
|           |     |          |

## Vòng đấu loại trực tiếp
|  | Bán kết           | Bán kết  |               |       | Chung kết | Chung kết |
|  |                   |          |               |       |           |           |
|  | 6 tháng 6         |          |               |       |           |           |
|  |                   |          |               |       |           |           |
|  | Trung Quốc        | 1        |               |       |           |           |
|  | Trung Quốc        | 1        | 8 tháng 6     |       |           |           |
|  | CHDCND Triều Tiên | 0        |               |       |           |           |
|  | CHDCND Triều Tiên | 0        | Trung Quốc    | 1     |           |           |
|  | 6 tháng 6         |          | Trung Quốc    | 1     |           |           |
|  |                   | Nhật Bản | 0             |       |           |           |
|  | Nhật Bản (s.h.p.) | Nhật Bản | 0             | 0 (5) |           |           |
|  | Nhật Bản (s.h.p.) |          |               | 0 (5) |           |           |
|  | Đài Bắc Trung Hoa | 0 (4)    |               |       |           |           |
|  | Đài Bắc Trung Hoa | 0 (4)    | Tranh hạng ba |       |           |           |
|  |                   |          |               |       |           |           |
|  | 8 tháng 6         |          |               |       |           |           |
|  |                   |          |               |       |           |           |
|  | Đài Bắc Trung Hoa | 0 (5)    |               |       |           |           |
|  | Đài Bắc Trung Hoa | 0 (5)    |               |       |           |           |
|  | CHDCND Triều Tiên | 0 (4)    |               |       |           |           |

### Bán kết
| Trung Quốc      | 1–0 | CHDCND Triều Tiên |
| --------------- | --- | ----------------- |
| Trương Nham 16' |     |                   |

| Nhật Bản          | 0–0 (s.h.p.) | Đài Bắc Trung Hoa |
| ----------------- | ------------ | ----------------- |
|                   |              |                   |
| Loạt sút luân lưu |              |                   |
|                   | 5–4          |                   |

### Tranh hạng ba
| Đài Bắc Trung Hoa | 0–0 (s.h.p.) | CHDCND Triều Tiên |
| ----------------- | ------------ | ----------------- |
|                   |              |                   |
| Loạt sút luân lưu |              |                   |
|                   | 5–4          |                   |

### Chung kết
| Trung Quốc | 5–0 | Nhật Bản |
| ---------- | --- | -------- |
|            |     |          |